# 北海道道540号名寄停車場線
北海道道540号名寄停車場線（ほっかいどうどう540ごう なよろていしゃじょうせん）は、北海道名寄市内を結ぶ一般道道（北海道道）である。

## 概要

### 路線データ
- 起点：北海道名寄市東1条南7丁目（JR北海道 宗谷本線 名寄駅）
- 終点：北海道名寄市西4条南10丁目（国道40号・北海道道798号西風連名寄線交点）
- 路線延長：1.0 km

## 歴史
- 1966年（昭和41年）3月31日 - 路線認定[1]。

## 地理

### 通過する自治体
- 上川総合振興局
  - 名寄市

### 交差する道路
名寄市
- 北海道道538号旭名寄線 - 大通南
- 国道40号 - 西4条南10丁目（終点）
- 北海道道798号西風連名寄線 - 西4条南10丁目（終点）

### 沿線にある施設など
名寄市
- JR北海道 宗谷本線 名寄駅 - 東1条南6丁目
- 名寄警察署駅前交番 - 東1条南7丁目
- 旭川地方法務局名寄支局 - 西1条